# Mohamed Bahari
Mohamed Bahari, född den 29 juni 1976 i Sidi Bel Abbes, Algeriet, är en algerisk boxare som tog OS-brons i mellanviktsboxning 1996 i Atlanta. 2003 blev han proffsboxare men avslutade sin karriär året därpå, 2004.